# Friedmann Gyula
Friedmann Gyula (Heréd, 1876. január 27. – ?, 1964) szentesi főrabbi.

## Élete
A Nógrád vármegyei Heréden született. 1892 és 1902 között a Budapesti Rabbiképző növendéke volt. 1901-ben avatták bölcsészdoktorrá Budapesten, 1903-ban pedig rabbivá. Még ebben az évben megválasztották a szentesi hitközség főrabbijává. 1920-tól a Pesti Izraelita Hitközség vallástanára és az Országos Magyar Izraelita Közművelődési Egyesület titkára volt.